# Уилмарт, Лемюель
Лемюель Уилмарт (англ. Lemuel Everett Wilmarth; 1835, Атлборо, Массачусетс, США — 1918, Бруклин) — американский художник и педагог. Был основателем школы Лига студентов-художников Нью-Йорка и членом Национальной академии дизайна; профессор, был в числе самых уважаемых преподавателей искусства в конце XIX века, воспитавший многих художников.

## Биография
Родился 11 ноября 1835 года в городе Атлборо, Массачусетс, в семье Бенони Уилмарт и Фанни Фуллер. Он вырос и получил начальное образование в Бостоне, освоил профессию часовщика.
В 1854 году Лемюель начал обучение рисованию в Пенсильванская академия изящных искусств в Филадельфии, штат Пенсильвания. Затем в 1858 году отправился в Европу и продолжил обучение в Королевской академии в Мюнхене (в 1859—1863 годах) у Вильгельма фон Каульбаха, а также в школе изящных искусств в Париже (в 1864—1864 годах) у Жана-Леона Жерома.
Свою педагогическую карьеру Уилмарт начал в Нью-Йорке в 1867 году в Бруклинской академии дизайна. В 1870 году ему было предложено возглавить школу Национальной академии дизайна, ассоциированным членом которой он стал в мае 1871 года. В этом же году Уилмарт был приглашен на работу профессором искусства в Йельском университете, но он предпочёл остаться в Национальной академии дизайна, где в мае 1873 года был избран академиком. В 1892 году болезнь заставила Уилмарта уйти в отставку, он потерял зрение, но продолжил общественную деятельность. Его дом «Sunny Crest» находился в Нью-Йорке в районе Марлборо на реке Гудзон. Дом и часть картин Уилмарта были уничтожены пожаром.
Умер Лемюель Уилмарт 27 июля 1918 года в Бруклине, Нью-Йорк, и был похоронен на бруклинском кладбище Грин-Вуд. С 1872 года был женат на Эмме Барретт (англ. Emma Belinda Barrett), которая умерла 8 марта 1895 года в возрасте 62 лет; детей у них не было.